# Lundomys molitor
Lundomys molitor — это вид полуводных хомяков, принадлежащий монотипическому роду Lundomys из подсемейства Sigmodontinae на юго-востоке Южной Америки.
В настоящее время его распространение ограничено Уругваем и близлежащим Риу-Гранди-ду-Сул в Бразилии, но ранее оно простиралось на север в Минас-Жерайс, Бразилия, и на юг, в восточную Аргентину. Аргентинская форма могла отличаться от формы из Бразилии и Уругвая. L. molitor — крупный грызун со средней длиной тела 193 мм, характеризующийся длинным хвостом, большими задними лапами и длинным и густым мехом. Он строит гнезда над водой с опорой на заломы тростника, и в настоящее время этому виду ничего не угрожает.
Его внешняя морфология похожа на морфологию Holochilus brasiliensis, и на протяжении его сложной таксономической истории его путали с этим видом, но другие особенности подтверждают его принадлежность к отдельному роду Lundomys. Внутри семейства Cricetidae и подсемейства Sigmodontinae он является членом группы специализированных грызунов оризомиинов, в которую также входят Holochilus, Noronhomys, Carletonomys и Pseudoryzomys.

## Таксономия
Lundomys molitor был впервые описан в 1888 году датским зоологом Херлуфом Винге, который проанализировал материалы, собранные Петером Вильхельмом Лунном в пещерах Лагоа Санта в штате Минас-Жерайс в Бразилии. Винге использовал четыре экземпляра для своего описания, в том числе два фрагмента черепа и изолированную верхнюю челюсть из пещеры Lapa da Escrivania Nr. 5 и нижняя челюсть от Lapa da Serra das Abelhas, но последняя позже оказалась от другого вида, вероятно, Gyldenstolpia fronto. Лунд назвал животное Hesperomys molitor и поместил его в тот же род (Hesperomys), что и современный Pseudoryzomys simplex, и два вида Calomys. Впоследствии это редко упоминалось в литературе о южноамериканских грызунах; те авторы, которые упомянули об этом, поместили его либо в Oryzomys, либо в Calomys.
В 1926 году американский зоолог Колин Кэмпбелл Санборн собрал в Уругвае нескольких грызунов, которых в своем отчете о коллектировании в 1929 году он определил как Holochilus vulpinus (в настоящее время Holochilus brasiliensis) . Когда в 1955 году его преемник из Филдовского музея естественной истории, Филип Гершковиц, проанализировал Holochilus , он показал, что серия из Уругвая содержит два вида, один из которых близок к формам Holochilus, встречающимся на большей части Южной Америки, а другой — уникален для Уругвая и южной Бразилии; последний он назвал как новый вид Holochilus magnus. Гершковиц идентифицировал Holochilus как одного из членов группы «сигмодонтов» американских грызунов, включающих роды Sigmodon, Reithrodon и Neotomys, на основании его коренных зубов с плоской коронкой, которые являются лофодонтами (коронка состоит из поперечных гребней) В 1981 году остатки H. magnus также были обнаружены в позднем плейстоцене в провинции Буэнос-Айрес в Аргентине, а в 1982 году этот вид был зарегистрирован в Риу-Гранди-ду-Сул на юге Бразилии.
В статье 1980 года аргентинский зоолог Элио Массоя показал сходство видов Hesperomys molitor, описанного Херлуфом Винге, и Holochilus magnus, опианного Гершковицем, и рекомендовал рассматривать первый как вид рода Holochilus, Holochilus molitor. Когда в своей статье 1993 года американские зоологи Восс и Карлтон повторно изучили материал Винге, они не смогли найти никаких устойчивых различий между этими двумя формами и, соответственно, сочли их принадлежащими к одному и тому же виду. Кроме того, они рассмотрели различия между этим видом и другими представителями рода Holochilus и пришли к выводу, что они достаточно значительны, чтобы отнести первого к отдельному роду, который они назвали Lundomys в честь Петера Вильхельма Лунна, собравшего исходный материал. С тех пор этот вид известен как Lundomys molitor.
В той же статье, в которой они описали Lundomys, Восс и Карлтон также впервые диагностировали филогенетически достоверным способом трибу Oryzomyini. Раньше Oryzomyini представляли собой несколько слабо выраженную группу, определяемую, среди прочего, длинным небом и наличием гребня, известного как мезолоф на верхних молярах и мезолофида на нижних молярах; этот гребень отсутствует или уменьшен у Holochilus и Lundomys. Восс и Карлтон выделили пять синапоморфий для группы, все из которых являются общими для Lundomys; размещение в Oryzomyini Lundomys и трёх других родов — Holochilus, Pseudoryzomys и Zygodontomys, — которые также не имеют полных мезолофов (id), с тех пор получило всеобщую поддержку.
Восс и Карлтон нашли некоторую поддержку тесной связи между Holochilus, Lundomys и Pseudoryzomys в пределах Oryzomyini. В последующие годы были обнаружены родственные виды Holochilus primigenus и Noronhomys vespuccii, что предоставило дополнительные доказательства этой группировки. Отнесение первого, который похож на Lundomys по особенностям зубного ряда, к Holochilus является спорным, и в качестве альтернативы было предложено размещение в качестве второго вида Lundomys. Всесторонний филогенетический анализ оризомиинов Марсело Векслера, опубликованный в 2006 году, подтвердил тесную связь между Lundomys, Holochilus и Pseudoryzomys; остальные виды группы не включались. Данные о последовательности гена IRBP подтверждают более тесную связь между Holochilus и Pseudoryzomys, а Lundomys — более отдаленным, но морфологические данные сблизили Holochilus и Lundomys, равно как и комбинированный анализ морфологических данных и данных IRPB. Впоследствии Carletonomys cailoi был описан как дополнительный родственник Holochilus и Lundomys.

## Распространение и экология
Lundomys molitor был обнаружен как современное живое животное только в Уругвае и близлежащем Риу-Гранди-ду-Сул; регистрации современных экземпляров из восточной Аргентины и Лагоа Санта, Минас-Жерайс, не были подтверждены. Он редко встречается и был собран только в одном месте в Риу-Гранди-ду-Сул, но это может быть связано с недостаточными усилиями по его обнаружению, а не с подлинной редкостью. Его распространение обычно ограничивается районами со средней зимней температурой более 12 °C, среднегодовой температурой более 18 °C, годовым количеством осадков более 1100 мм и продолжительностью дождливого сезона более 200 дней. Обычно встречается в болотах или у ручьев.
Ископаемые плейстоценовык находки были обнаружены на всем его нынешнем ареале и за его пределами. В Уругвае и Риу-Гранди-ду-Сул в луганской формации Сопас (от позднего плейстоцена до раннего голоцена) были обнаружены останки L. molitor, а также такие другие млекопитающие, как вымершая саблезубая кошка Smilodon populator и виды Glyptodon, Macrauchenia и Toxodon. Типовое местонахождение, Lagoa Santa, находится далеко к северо-востоку от ближайшего местонахождения живых L. molitor; там он известен только по трем фрагментам черепа из пещеры, известной как Laga da Escrivania Nr. 5. Эта пещера также содержит многочисленные останки представителей вымершей южноамериканской мегафауны, таких как гигантские ленивцы, литоптерны, гомфотериевые хоботные и глиптодонты, в дополнение к ним ещё 16 видов южноамериканских хомяков, но нет уверенности, что все останки из этой пещеры являются одного и того же возраста.
Остатки Lundomys были обнаружены в шести плейстоценовых местонахождениях в провинции Буэнос-Айрес, что свидетельствует о теплом и влажном палеоклимате там. Самые старые отложения в Бахо-Сан-Хосе относятся к морской изотопной стадии 11, примерно от 420 000 до 360 000 лет назад, тогда как более молодым образцам из других мест не более 30 000 лет. Более молодые экземпляры аргентинского Lundomys тонко отличаются от современных Lundomys некоторыми особенностями первого нижнего коренного зуба и могут представлять отдельный вид. Один нижний первый моляр этой формы имеет длину 3,28 мм. Поскольку материал Bajo San José не содержит первых нижних моляров, невозможно определить, относится ли этот материал также к более поздней форме аргентинского Lundomys. Морфология верхней и нижней челюсти не позволяет идентифицировать ее как Holochilus primigenus, ископаемого вида с коренными признаками, почти идентичными таковым у Lundomys. Длина верхней зубной ряда одного экземпляра из этой местности составляет 8,50 мм, а длина верхнего первого моляра составляет 3,48 мм, что немного меньше, чем у современных Lundomys, которая колеблется от 3,56 до 3,64 мм по четырём образцам.